# 拉讷 (奥恩省)
拉讷（法語：Rânes，法語發音：[ʁan] ⓘ），法国西北部市镇，位于诺曼底大区奥恩省，隶属于阿让唐区，其市镇面积为34.18平方公里，2022年1月1日时人口数量为1,042人，在法国城市中排名第9,701位。
拉讷位于奥恩省中西部，是一个区域性的中心市镇，多个方向的公路在此交汇。

## 地名来源
根据当地官方网站的论述，“Rânes”一名最初以“Raana”的形式被记载，该名称出自拉丁语单词“ranae”，意为“青蛙”。在1801年以前，当地的官方名称拼写为“Rasne”或“Rasnes”。

## 历史

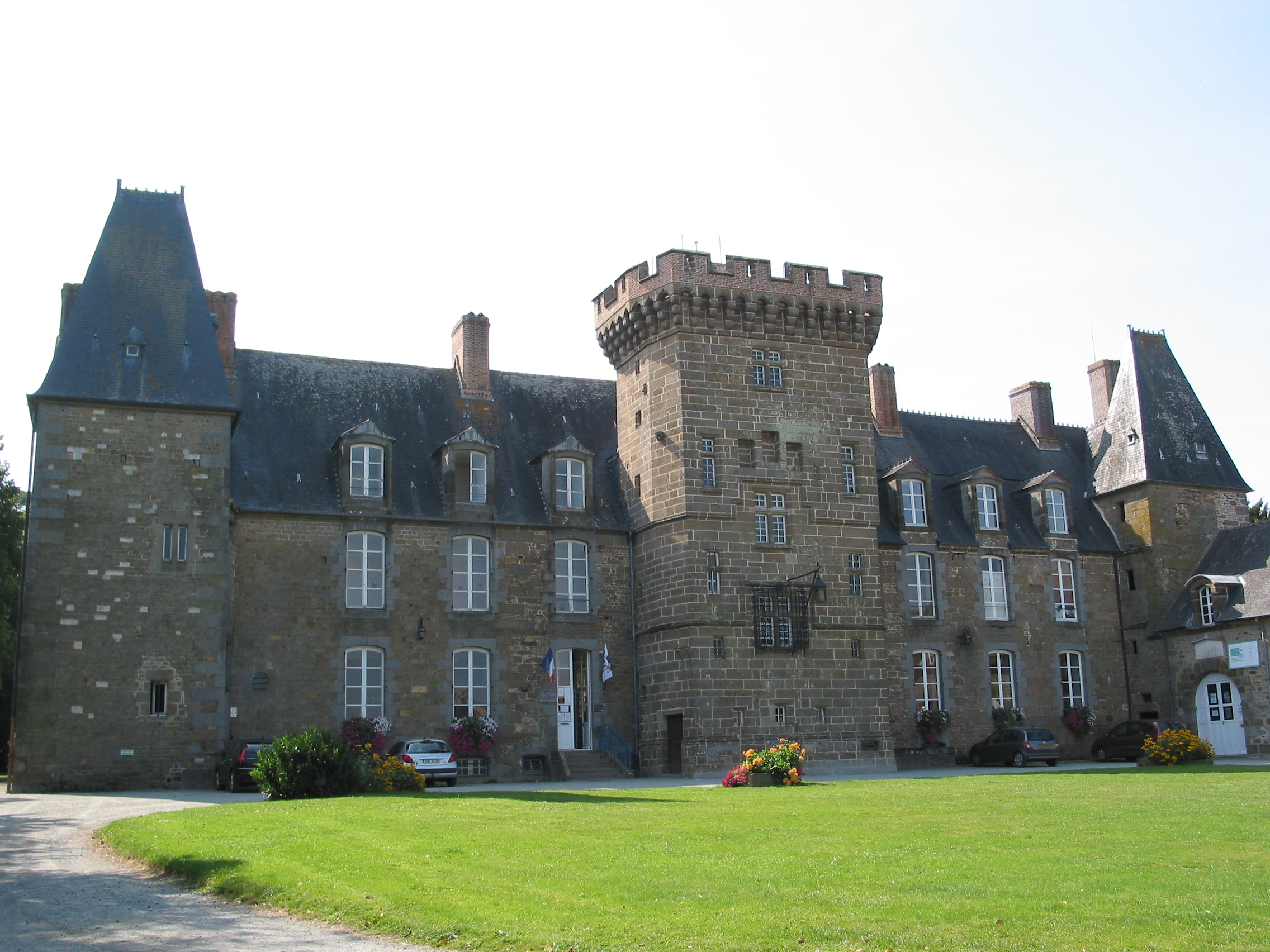
拉讷城堡主楼
（现为拉讷市政厅）

拉讷的早期历史尚不清楚，其境内发现有距今约4万年的尼安德特人遗址，这也是诺曼底地区已发掘的规模最大的史前人类遗迹之一。根据当地官方网站的论述，拉讷最初于公元1086年在圣旺德里耶修道院的一份手记中被记载。中世纪末，博蒙家族在拉讷兴建庄园作为家族宅邸。1404年，其领主将庄园主楼改建为城堡。1715年，城堡在一场大火中被烧毁，后于18世纪中期修复完成。法国大革命后，拉讷成为奥恩省的一个市镇。自工业革命以来，当地居民数量逐年下降。1947年，拉讷城堡被当地市政府收购。1995至2012年间，拉讷曾为拉讷地区市镇公共社区的办公驻地。

## 地理

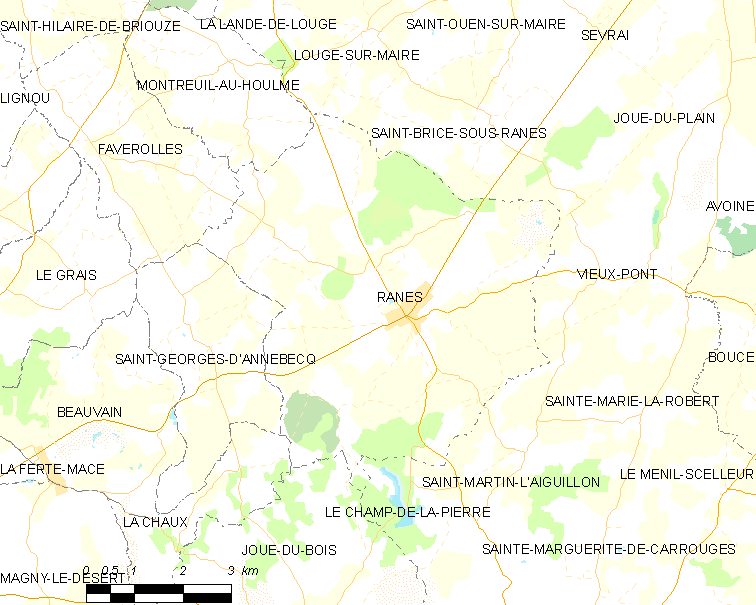
拉讷市镇范围地图

拉讷位于法国西北部，诺曼底大区南部偏西和奥恩省中西部，距离省会阿朗松大约40公里。与拉讷接壤的市镇包括：蒙特勒伊欧乌尔姆、法沃罗勒、迈尔河畔卢热、圣布里斯苏拉讷、茹埃迪普兰、圣乔治达讷贝克、拉绍、维约蓬、茹埃迪布瓦、勒尚德拉皮埃尔和圣马丹莱吉永。

### 地形
拉讷位于诺曼底丘陵中部，乌尔姆地区腹地，境内以浅丘为主，市镇中心位于一处地势较高的台塬上，南侧部分区域起伏明显，全境海拔在196到317米之间。

### 水文
拉讷位于奥恩河流域范围内，多条溪流发源于其市镇范围内。

### 植被
拉讷属于温带阔叶混交林区，市镇范围北侧和南侧分别为拉讷树林（Bois de Rânes）和莱穆利诺树林（Bois des Moulineaux）。
在鲜花城市的评比中，拉讷被评为3星级鲜花城市。

### 气候
拉讷在柯本气候分类法中属于温带海洋性气候（Cfb）。

## 行政区划
拉讷的市镇编号为61344，邮政编号为61150。
在行政管理方面，拉讷隶属于法国诺曼底大区奥恩省阿让唐区；在地方选举方面，拉讷隶属于马尼勒代塞尔县，其市镇范围全境被划入奥恩省第三选区；在社会管理方面，拉讷是阿让唐土地市镇公共社区的组成部分。
截至2023年10月，拉讷市镇范围内暂无任何城市敏感街区及城市政策优先街区。
法国国家统计与经济研究所（简称）在进行数据统计时，未将拉讷划入任何城市核心区（Unité urbaine）及城市区（Aire urbaine）。自2020年起，拉讷被划入包含50个市镇的阿让唐城市辐射区。此外，还将拉讷市镇整体看作一个“块区”（IRIS），以便于统计人口分布情况。

## 交通

### 公路
奥恩省省道D48线、D202线、D318线、D388线、D718线、D864线、D909线和D916线在拉讷境内交汇。诺曼底大区下属的奥恩省城际客运407线（校车线路）经过拉讷，可前往阿让唐及马塞堡。
2020年，70.9%的拉讷家庭拥有至少一辆私人汽车。2021年，拉讷境内共发生各类交通事故3起，造成3人受伤，其中2人重伤。
| 18 | 41 |

| 13 | 16 |

| 阿朗松 | 37 |

| 阿让唐 | 21 |

| 弗莱尔 | 35 |

| 法莱斯 | 33 |

| 塞镇 | 32 |

| 马塞堡 | 13 |

### 铁路
拉讷距离阿让唐站的公路里程大约20公里，该站停靠前往巴黎、格朗维尔、卡昂、勒芒及图尔方向的区域列车

### 航空
距离拉讷最近的民用航空站为81公里外的卡昂机场。

### 城市公共交通
截至2023年10月，拉讷暂无城市公共交通系统。

## 政治
拉讷的现任市长为皮埃尔·库普里先生（Pierre COUPRIT），他是一名无党籍人士，在2020年的市政选举中获得了100.00%的支持率（无其他候选人）。
在2022年的法国总统大选的第二轮选举中，法国第25任总统埃马纽埃尔·马克龙在拉讷获得了56.54%的支持率。

## 人口
2020年，拉讷市镇人口数量为1,033，在法国排名第9,701位。其中男性492人，女性541人，75岁及以上人口占12.1%，外籍人口数量为9人，人口密度为30人/平方公里，当地居民被称为（男性）或（女性）。2021年，拉讷境内出生9人，死亡人口8人。
| 拉讷1901年－2020年人口变化情况 |
|                                |
| 数据来源：Cassini、INSEE       |

## 经济
拉讷是一个区域性的中心市镇。截至2023年10月，拉讷市镇范围内共有各类用人单位（包含自雇）169家，平均历史为26年，均为中小型企业（PME），2023年8月至10月间，当地的经济活力指数为-0.59%。（橡胶加工）和（木材加工）是当地2021年营业额最高的两个企业，分别为2,642,853欧元和821,000欧元。

## 财政与居民收入
2021年，拉讷的财政收入总额为601,920欧元，财政支出总额为446,990欧元，当年的债务总额为731,130欧元。2021年，拉讷市镇通过增值税获得155,230欧元的收入，此外当地还共获得了290,060欧元的国家直接财政补助。
2019年，拉讷的人均月收入总额为1,966欧元，低于法国平均水平（2,303欧元）。
2020年，拉讷境内的青壮年（15至64岁）失业率为8.9%；2022年，当地39.3%的家庭拥有纳税资格，平均纳税1,942欧元，低于法国平均水平（4,393欧元）。

## 社会事务

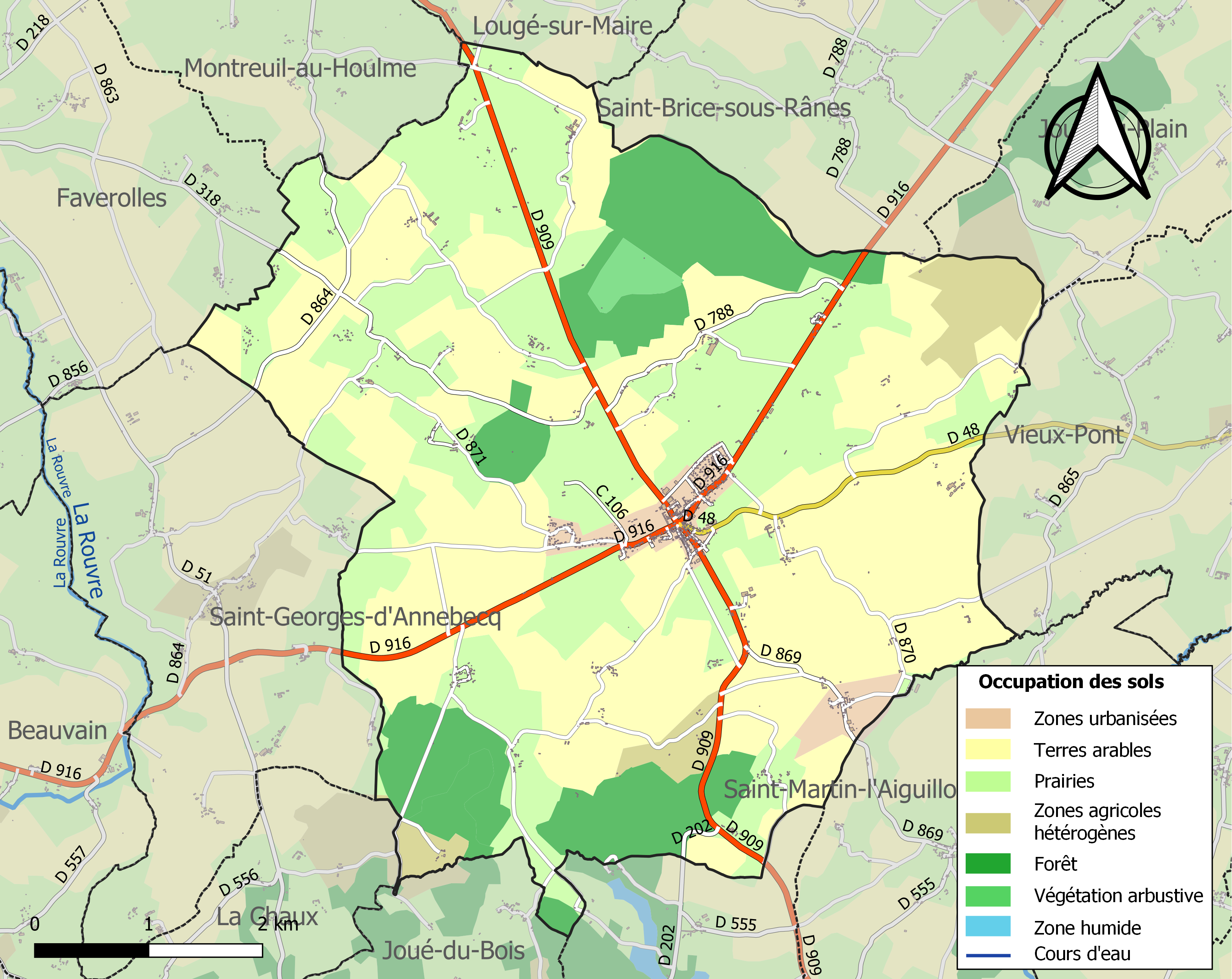
拉讷土地利用情况地图

### 教育
拉讷属于诺曼底学区。截至2021年1月1日，拉讷境内共有1所小学。

### 医疗
截至2021年1月1日，拉讷境内共有全科医生3名、护士5名和药房1家。
距离拉讷最近的区域性医疗机构为昂代讷市际中心医院（Centre hospitalier intercommunal des Andaines），其主病区马塞堡医院距离拉讷市区的正常车程大约11分钟，该院设有床位271个，是当地规模最大的公立综合性医院。

### 住房
2020年，拉讷境内共有各类住房612套，其中93.1%为独立式居民区，6.5%为集中式居民区。常住房屋占拉讷市镇范围内居民建筑总量的78.4%。
在住房保障政策方面，2022年，拉讷境内共有52户家庭获得了住房经济补助，受益人数占总人口数量的5.9%，其中55份为房租补助。

### 商业
2021年，拉讷境内共有各类实体商铺18家，其中面包房2家、肉铺1家、美容美发店1家、汽车维修店2家。镇中心建有一家家乐福便民超市。

### 体育
2021年，拉讷境内共有1处网球场以及1处足球或橄榄球场。
截至2023年10月，拉讷体育教育会（Education Physique de Rânes，编号509669）是拉讷境内唯一的一家注册足球俱乐部。当地的代表性足球队，成立于1920年，其主队2023至2024赛季参加奥恩省足球联赛甲组（法国第九级别），其主场为城堡公园球场（Stade Parc du Château）。

### 环境
拉讷的环境事务由其所属的阿让唐土地市镇公共社区联合各级政府协调负责。2021年，拉讷境内暂无污染企业。

### 治安
拉讷及其附近的共185个市镇是阿朗松-阿让唐国家宪兵队（zone gendarmerie de Alençon-Argentan）的管辖范围。2020年，该宪兵队累计记录各类案件2,218起，其中盗窃类案件980起，经济类案件344起，毒品交易类案件62起。

## 文化

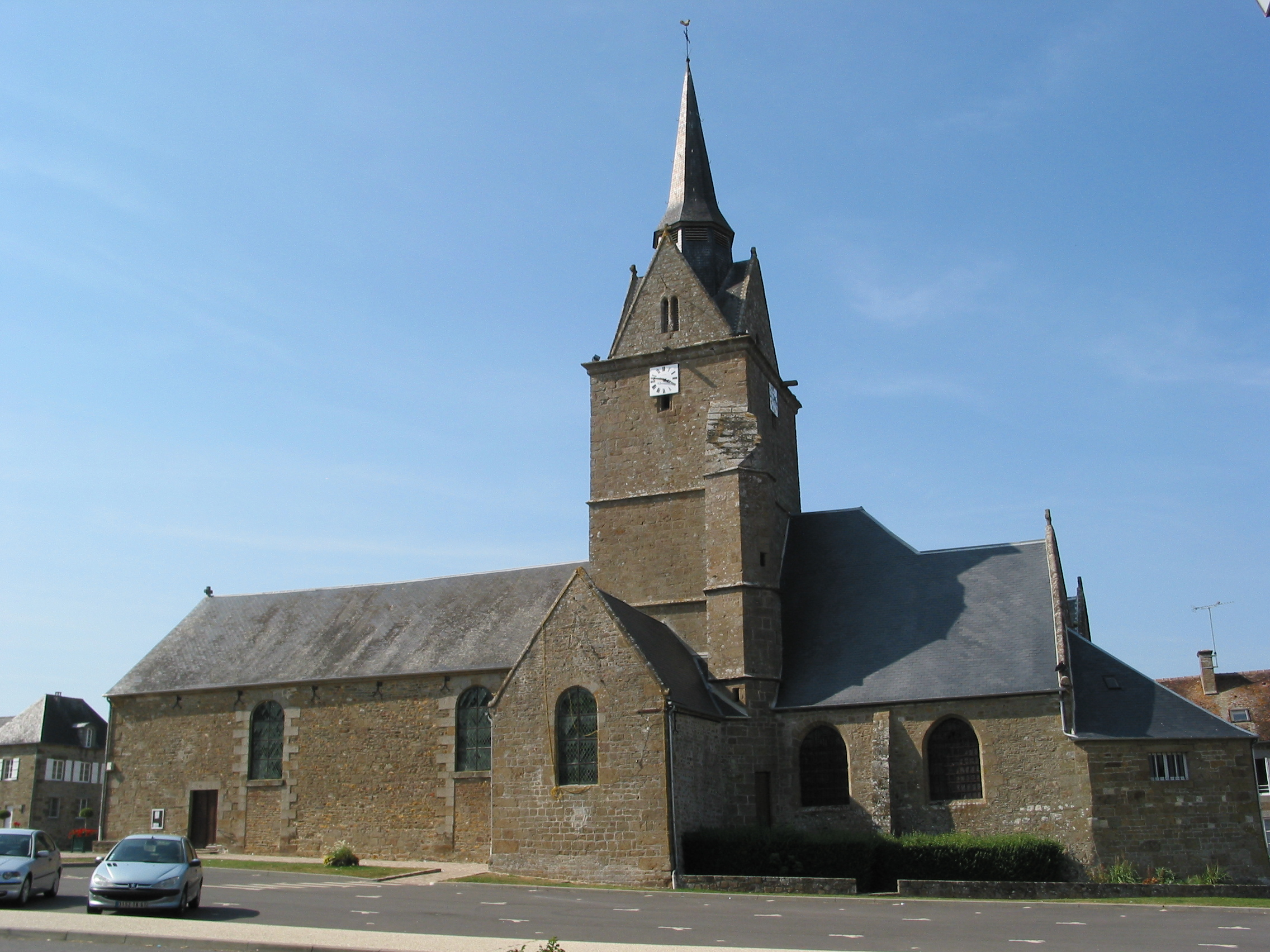
圣母教堂

2021年，拉讷境内暂无任何文化设施。拉讷市政府提供多媒体中心，每周三、六向公众开放。

### 建筑
拉讷境内有多处历史建筑，其中拉讷城堡和贝尔格葬礼小教堂为法国国家文物保护单位，圣母教堂（Église Notre-Dame de Rânes）亦是当地的地标性建筑物。

### 旅游
拉讷的旅游事务由其所属的阿让唐土地市镇公共社区负责。2023年，拉讷境内共有1家酒店共计5间房间；另有1个露营地，可容纳共30辆露营车。

### 媒体
法国主要的媒体均可在拉讷接收，法国电视三台下属的诺曼底大区频道在部分时段播出拉讷所在奥恩省的地方新闻。《法国西部报》、《奥恩省战斗报》、蓝色法兰西下诺曼底广播等是当地主要的地方性媒体。

## 友好城市
截至2023年10月，拉讷共与一座城市建立了友好城市关系：
- 德国 Ihme-Roloven